# Episodische Ataxie
Als episodische Ataxien (EA) werden eine Reihe seltener autosomal-dominant vererbter Erkrankungen zusammengefasst, die durch anfallsartig auftretende Stand- und Gangstörungen sowie Ataxie der Extremitäten gekennzeichnet sind und durch Defekte von Ionenkanälen verursacht werden.
Die Erstbeschreibung stammt wohl aus dem Jahre 1975 durch D. H. VanDyke und Mitarbeiter.

## Verbreitung
Die Häufigkeit wird mit 1 bis 9 zu 100.000 angegeben, die Vererbung erfolgt autosomal-dominant.

## Einteilung
Derzeit sind folgende verschiedene Formen bekannt:
- EA-1, Synonym: Ataxie, episodische, mit Myokymie, eine der beiden häufigsten Formen, Mutation des Kaliumkanal-Gens KCNA1 auf Chromosom 12 Genort p13[5][6]
- EA-2, Synonym: Ataxie, paroxysmale, familiäre, die zweite der beiden häufigsten Formen, Mutation des Kalziumkanal-Gens CACNA1A auf Chromosom 19 Genort p13.[7][8]
- EA-3, Synonym: Ataxie, episodische – Vertigo – Tinnitus – Myokymie,[9][10]
- EA-4, Synonym: Periodische vestibulo-zerebelläre Ataxie (PATX),[11][12]
- EA-5, Mutation im CACNB4-Gen auf Chromosom 2 an q23.3[13][14]
- EA-6 Mutation im SLC1A3-Gen auf Chromosom 5 an p13.2[15][16]
- EA-7[17][18]
- EA-8, Synonym: Episodische Ataxie mit undeutlicher Aussprache[19][20]

Ferner gibt es noch unter „Episodische Ataxien“ in der Datenbank Orphanet
- Dystonia Typ 9, Synonyme: DYT 9; Choreoathetose/Spastik, episodisch, Paroxysmale dystonische Choreoathetose mit episodischer Ataxie und Spastik, Mutation im SLC2A1-Gen auf Chromosom 1 an p34.2[21][22]

## Klinische Erscheinungen
Klinische Kriterien sind:
- Manifestation meist im Kindes- oder Jugendalter
- anfallsartig auftretende Stand- und Gangstörungen und Ataxie der Extremitäten
- Dysarthrie, Sehstörungen

Hinzu können Migräne, Tinnitus, Vertigo, Nystagmus, Epilepsie oder (Halbseiten-)Lähmungen kommen.
- bei der EA-1 Beginn in früher Kindheit, Auslösung durch Schreck, plötzliche Bewegung oder körperliche Anstrengung, Ataxie dauert wenige Sekunden bis Minuten, Häufigkeit nimmt im Verlauf ab. Typisch sind Myokymien der Gesichts- und Handmuskulatur.

- bei der EA-2 Beginn zwischen dem 2. und 20. Lebensjahr, Auslöser sind Stress und körperliche Betätigung, Ataxie dauert 15 Minuten bis zu mehreren Tagen, oft von  Paresen, Schwindel, Übelkeit und Erbrechen sowie Migräne begleitet. Typisch ist der Blickrichtungsnystagmus zwischen den Ereignissen.

## Diagnose
Die Diagnose kann durch genetische Untersuchung gestellt werden. Im Oberflächen-EMG können spontane wiederholte Entladungen bei der EA-1, im Kernspintomogramm des Gehirnes Atrophien des Kleinhirnwurmes bei der EA-2 nachgewiesen werden.

## Therapie
Die Behandlung besteht darin, auslösende Faktoren, Stress, Alkohol und Nikotin zu vermeiden, eventuell in Stressmanagement und Erlernen von Entspannungsverfahren, medikamentös je nach Form in der Gabe von Acetazolamid (Off-Label-Use), Kaliumsubstitution, bei EA-2 wirksamer als bei EA-1, versuchsweise von 4-Aminopyridin oder Natriumkanalblocker sowie Carbamazepin.